# 2012 في باراغواي
فيما يلي قوائم الأحداث التي وقعت خلال عام 2012 في باراغواي.

## سياسة

### تعيين في المنصب
- 22 يونيو – فيديريكو فرانكو رؤساء باراغواي.

### انتهاء فترة المنصب
- 22 يونيو – فرناندو لوغو رؤساء باراغواي.

## رياضة
- 1 يناير – الدوري الأوروغواياني لكرة القدم 2012 الفائز سيرو بورتينيو.

## وفيات

### فبراير
- 6 فبراير – خوان فيسنت ليزكانو (مواليد 1937) لاعب كرة قدم باراغواياني.

### يونيو
- 28 يونيو – فيسنتي بوباديلا (مواليد 1938)

### أغسطس
- 25 أغسطس – فلورينسيو اماريلا (مواليد 1935) لاعب كرة قدم باراغواياني.